# Alioth (azienda)
La Elektrizitätsgesellschaft Alioth AG (letteralmente: "Società di elettricità Alioth SA"), altrimenti nota con il nome di Alioth, era una società svizzera che produceva materiale elettrico e veicoli ferrotranviari.
Fondata come R. Alioth et Cie nel 1883 da Ludwig Rudolf Alioth, pioniere dell'industria elettrica e dell'elettrificazione ferroviaria, nel 1895 la stessa mutò ragione nome e sociale Elektrizitätsgesellschaft Alioth AG fondendosi infine, nel 1911, con la BBC.

## Settori di attività

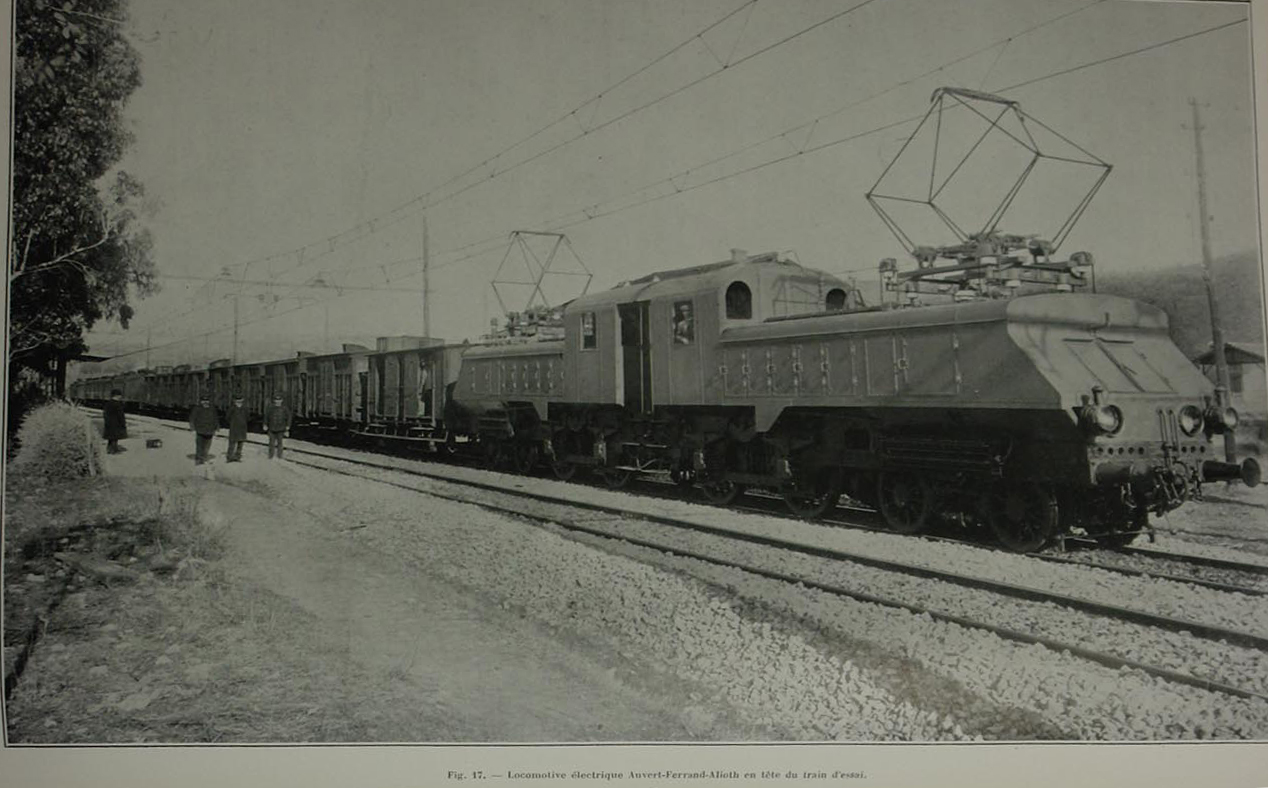
Locomotiva Auvers Ferrand Alioth del 1911

La produzione Alioth fu basata inizialmente su motori e macchine elettriche in genere, con un'offerta diversificata che comprendeva materiale sia a corrente continua sia a corrente alternata, nelle possibili tipologie, dando fra l'altro vita negli stabilimenti della società a una nuova generazione di motori industriali di piccole dimensioni; numerose testimonianze di tale produzione, fra cui motori e strumenti di misura, sono conservate in raccolte e musei, così come referenze nella letteratura tecnica del settore.
Fu tuttavia il materiale rotabile, e segnatamente i veicoli tranviari, quello per cui la fabbrica fu rinomata per tutta la sua esistenza; rotabili di tal costruttore furono diffusi in tutta Europa e alcuni di essi risultano ancora in servizio.

## Storia

### Prodromi

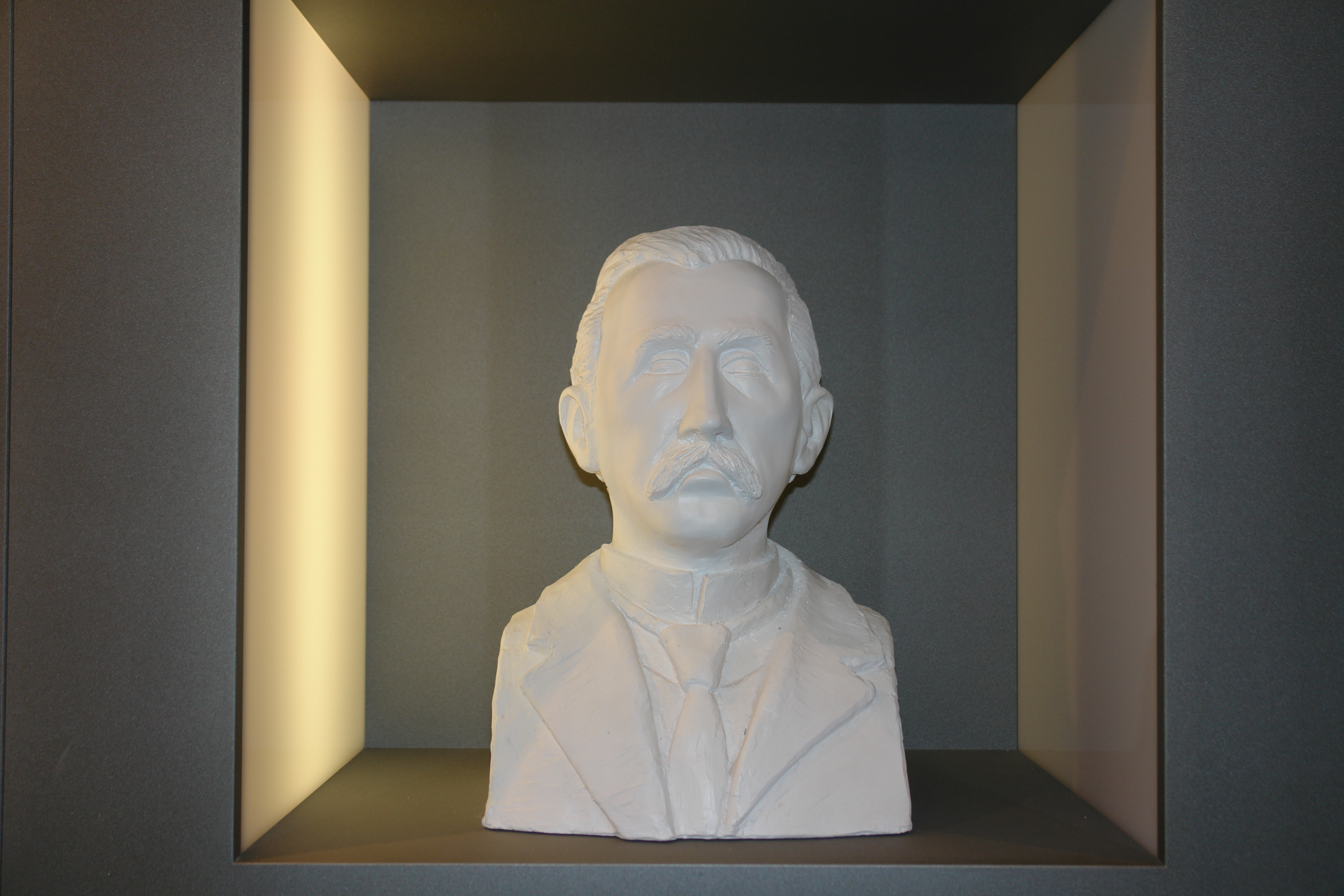
Busto di Ludwig Rudolf Alioth

Nel 1824 fondò ad Arlesheim, vicino a Basilea da Johann Siegmund Alioth la J.S Alioth & Cie, primo stabilimento in Europa continentale per la filatura di shappe di seta. Tale azienda venne in seguito diretta dal figlio Daniel August Alioth, padre a sua volta di Ludwig Rudolf che dopo gli studi compiuti in Svizzera e negli Stati Uniti collaborò come direttore tecnico e socio del padre alla filatura.
Nel 1881 Ludwig Rudolf Alioth si associò avec Emile Bürgin, allora eminente elettrotecnico e autore di numerosi brevetti relativi ai motori "a organi sferici", da allora commercializzati dalla Bürgin & Alioth; uno di tali oggetti è conservato al Deutsches Museum di Monaco. Un motore "Bürgin" a organi sferici sul rotore fu presentato sul periodico L'Électricité del 1881.

### Pioniere dell'industria elettrotecnica

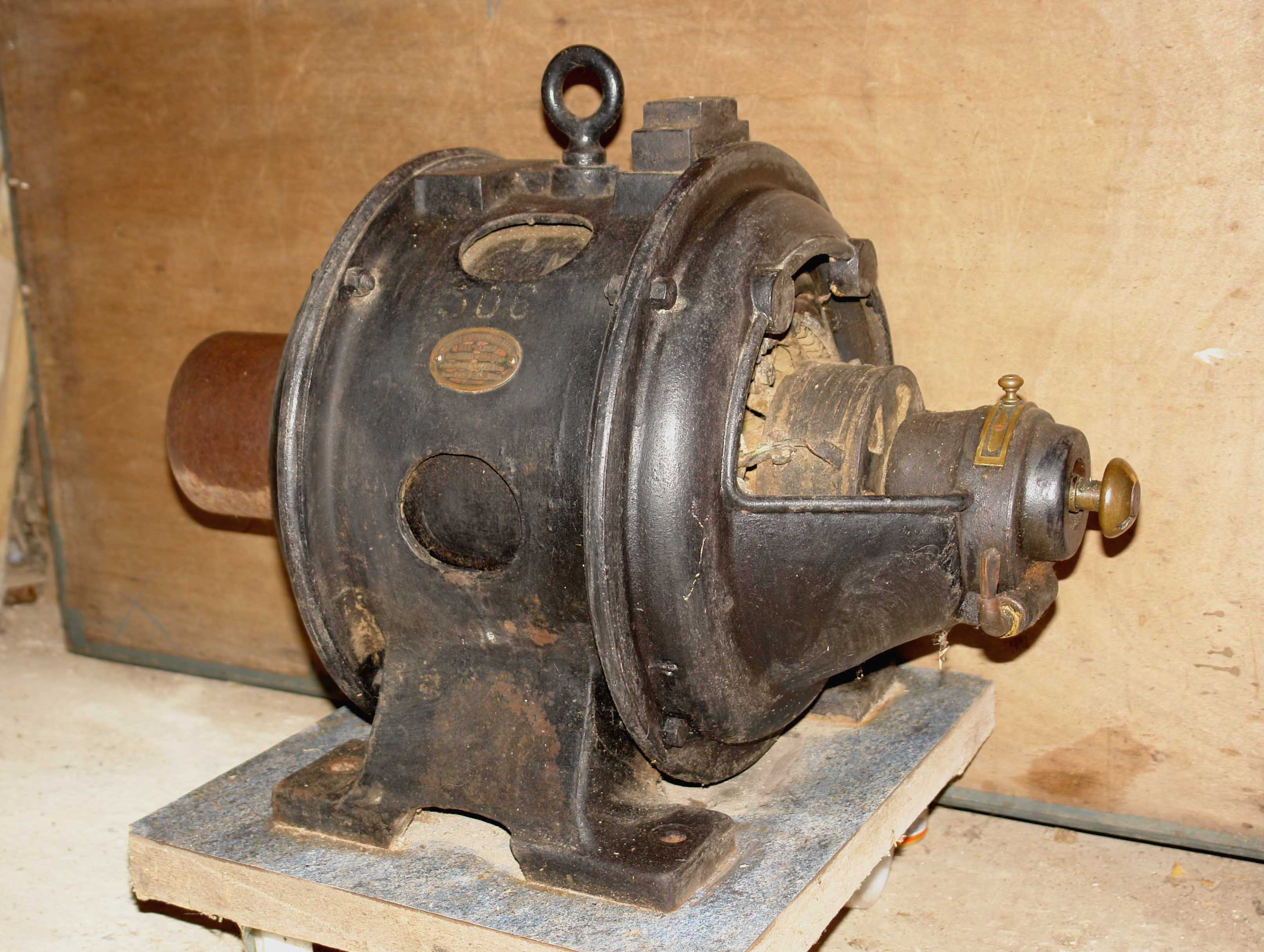
Motore Alioth del 1905

Nel 1883 Ludwig Rudolf Alioth era ormai pronto per costituire una propria società per la costruzione di materiale elettrico, che fondò con il nome di R. Alioth et Cie.
Nel 1889 tale azienda era già nota sul mercato internazionale per le sue numerose realizzazioni nel campo delle reti elettriche industriali e di illuminazione in corrente alternata attuate a partire dall'anno precedente, che apparivano allora innovative rispetto alla corrente continua allora diffuso.

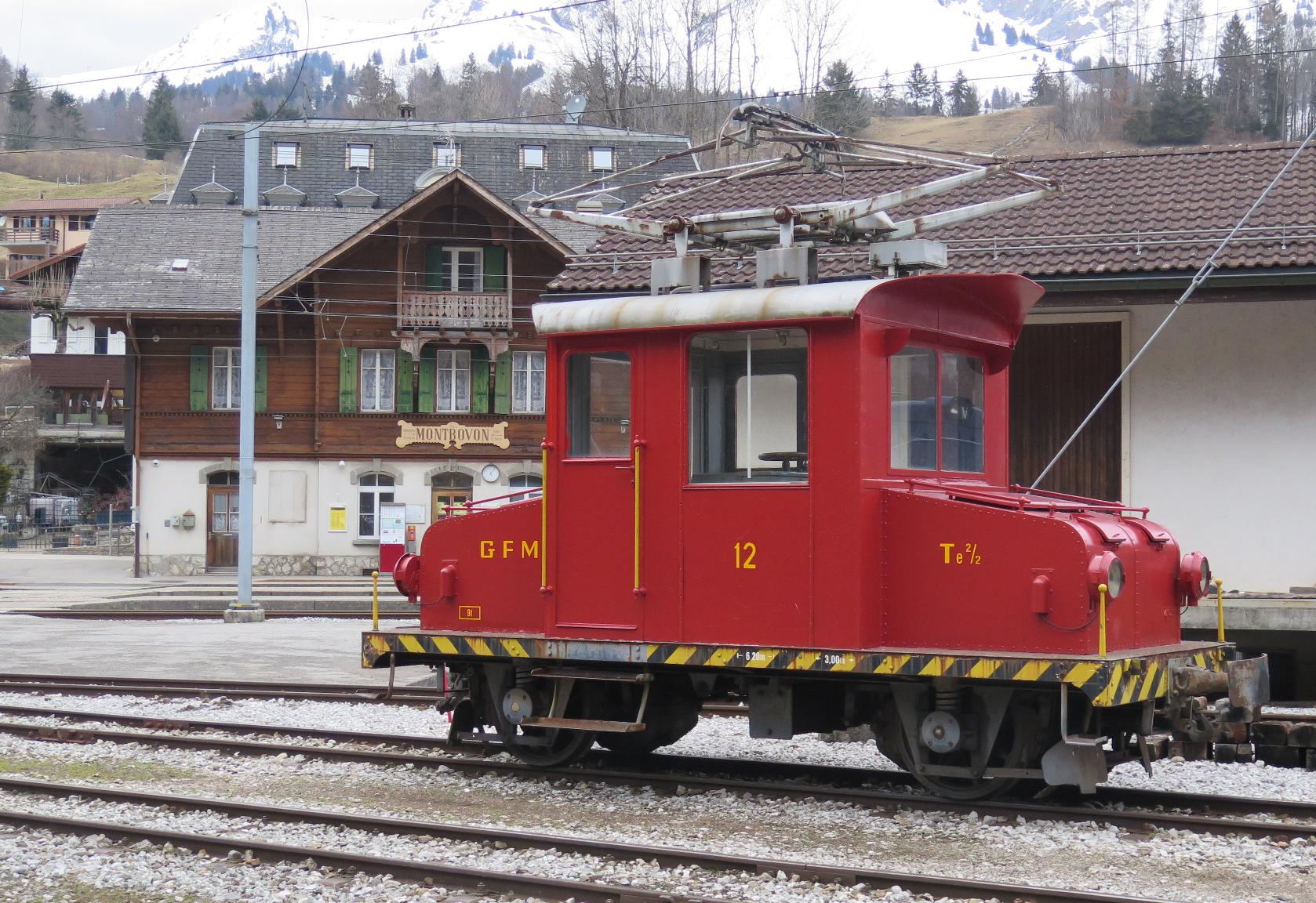
Locotrattore "CEG Alioth" del 1913

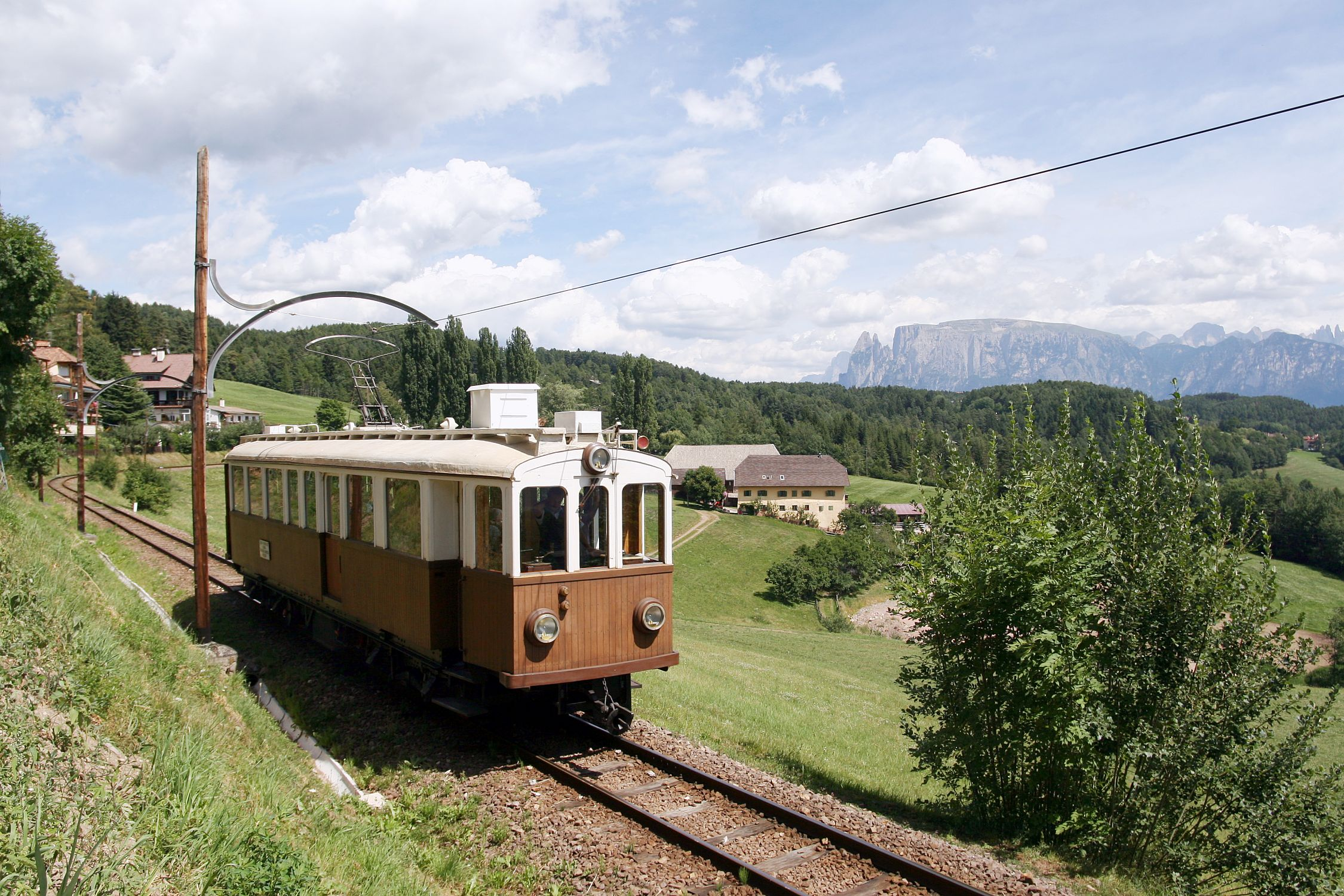
Elettromotrice in servizio presso la ferrovia del Renon

In seguito, grazie all'attività dell'ingegner Georg Meidinger, fra il 1891 e il 1892, l'azienda riuscì a favorire l'utilizzo estensivo della corrente alternata in ambito industriale, aprendo dunque il mercato alla produzione industriale di alternatori, dinamo e motori, apparecchiature per le quali furono depositati dalla "Alioth" diversi brevetti.
Il primitivo stabilimento sorgeva nel quartiere di Claragraben, nel pieno centro di Basilea, arrivando a impiegare fino a 207 persone; malgrado l'ampliamento mediante la costruzione di alcuni piani superiori, nel 1894 lo stesso si mostrava limitato rispetto alle esigenze di produzione: la società acquisì allora, a Münchenstein, nella periferia di Basilea, un terreno edificabile raccordato alla ferrovia. I nuovi locali che vennero realizzati, più spaziosi e funzionali, favorirono lo sviluppo dell'impresa presso la quale le maestranze aumentarono nel giro di due anni a 374.

### Internazionalizzazione e cessione
Dopo lo spostamento a Münchenstein la significativa espansione nel mercato francese suggerì di creare, nel 1896, la Société d'applications industrielles (SAI), appoggio finanziario locale che permise di ottenere numerose commesse in tale Paese portando altresì nel 1898 alla fondazione della filiale Société d'électricité Alioth, con sede a Lione.
Nel 1911 tutte le attività della Alioth furono incorporate nella Brown, Boveri & Cie, antesignana della futura ABB, pur rimanendo il marchio in uso per qualche anno. La filiale francese, in particolare, fu rilevata dalla Compagnie Électro-Mécanique (CEM), in seguito acquisita dall'Alsthom.

## Dati societari
L'apporto di capitali provenienti dalla finanza di Basilea portò nel 1894 al cambio di nome e dello statuto dell'impresa che, a far data dal 1 gennaio 1895, divenne una Società anonima denominata Elektrizitäts-Gesellschaft Alioth, con capitale pari a un milione di franchi e sede ad Arlesheim.